# Барнс, Кирстен
Дженнифер Кирстен Барнс (англ. Jennifer Kirsten Barnes; род. 26 марта 1968, Лондон) — канадская гребчиха британского происхождения, выступавшая за сборную Канады по академической гребле в конце 1980-х — начале 1990-х годов. Двукратная олимпийская чемпионка, дважды чемпионка мира, чемпионка Панамериканских игр, победительница и призёрка многих регат национального значения.

## Биография
Кирстен Барнс родилась 26 марта 1968 года в Лондоне, Великобритания. Впоследствии постоянно проживала в Канаде.
Заниматься академической греблей начала в 1985 году ещё во время учёбы в старшей школе. Сразу стала показывать высокие результаты и привлекла к себе внимание специалистов.
Первого серьёзного успеха на взрослом международном уровне добилась в сезоне 1987 года, когда вошла в основной состав канадской национальной сборной и выступила на Панамериканских играх в Индианаполисе, где завоевала золотую медаль в зачёте распашных безрульных двоек.
Благодаря череде удачных выступлений удостоилась права защищать честь страны на летних Олимпийских играх 1988 года в Сеуле, однако здесь попасть в число призёров не смогла — в безрульных двойках сумела квалифицироваться лишь в утешительный финал B и в итоговом протоколе соревнований расположилась на седьмой строке.
После сеульской Олимпиады Барнс осталась в составе гребной команды Канады на ещё один олимпийский цикл и продолжила принимать участие в крупнейших международных регатах. Так, в 1989 году на чемпионате мира в Бледе она заняла четвёртое место в безрульных четвёрках. Год спустя на аналогичных соревнованиях в Тасмании вновь была четвёртой в той же дисциплине.
На мировом первенстве 1991 года в Вене победила сразу в двух дисциплинах: в безрульных четвёрках и в рулевых восьмёрках.
Находясь в числе лидеров канадской национальной сборной, благополучно прошла отбор на Олимпийские игры 1992 года в Барселоне. Здесь так же стартовала в безрульных четвёрках и рулевых восьмёрках — в обeих дисциплинах обошла всех своих соперниц, завоевав тем самым две золотые медали.
Сразу по окончании барселонской Олимпиады приняла решение завершить спортивную карьеру, чтобы больше времени посвятить учёбе в Викторианском университете, где в 1989—1991 годах трижды подряд признавалась лучшей спортсменкой. В 1993 году успешно окончила это учебное заведение и затем поступила в Бристольский университет — в 1997 году получила здесь докторскую степень в области спортивной психологии.
За выдающиеся спортивные достижения была введена в спортивные Залы славы Британской Колумбии (1994), Грэйтер-Виктории (1994), Канадского олимпийского зала славы (1994), Зала славы спорта Викторианского университета (2006). С 2013 года — член Канадского спортивного зала славы.